# CARITIG
Le CARITIG (Centre d'aide, de recherche et d'information sur la transsexualité et l'identité de genre) est une association loi de 1901 créée à Paris en 1995 par Armand Hotimsky, Germaine Nijsten et Phaedra Kelly, et parrainée par un comité de spécialistes de différents pays États-Unis, France, Allemagne, Belgique et Pays-Bas ainsi que d'Italie.
Au cours de ses dix dernières années, ses missions ont été d'aider et de soutenir les personnes transgenres (dans le sens générique du terme), grâce à une ligne d'écoute, en leur apportant information et en les aidant dans leurs recherches et démarches. L'association rassemble un spectre large d'identités de genre et défend cette position, en opposition à d'autres associations,.
Le CARITIG milite également pour faire évoluer les droits des personnes transgenres et intersexes. Elle est, par l'intermédiare de Vincent Guillot, le relais en France de l'Organisation internationale des intersexués (OII), avant la fondation de l'OII France en 2005 (qui deviendra le CIA).
L'association a édité une revue Les Chemins de Trans de 1995 à 2000, parallèlement elle a diffusé une lettre mensuelle intitulée La Lettre de CARITIG de 1997 à mars 2002. Celle-ci fut remplacée par un bulletin plus étoffé TransGenre Actu d'avril 2002 à mars 2005.
Le 23 novembre 2003, le CARITIG a organisé une conférence avec l'École de Psychanalyse Lacanienne et les éditions EPEL réunissant plus de 100 psychanalystes pour la sortie du livre de Pat Califia Le mouvement transgenre en la présence de l'auteur, livre publié par ces mêmes éditions.
Le CARITIG a également organisé au profit de l'ILGA la pré-conférence sur les droits des transgenres le 27 mars 2006, réunissant pour la première fois des spécialistes et des activistes du monde entier ainsi que des représentants de l'OMS.
Le 19 mars 2007, le CARITIG a interpellé les douze candidats à l'élection présidentielle avec un questionnaire composé de onze interrogations. Un dossier permettant de découvrir les réponses des candidats est accessible sur le site internet de l'association.